# Gaetano Lauretis
Gaetano Lauretis (Nàpols, a mitjan segle xix) fou una compositor italià.
Va compondre les òperes Il Rapimento delle spose vendicato (1844) i Amalia Candiana estrenada al Teatre San Carlo de Nàpols el 1845.